# Омський трамвай
Омський трамвай — чинна трамвайна мережа у місті Омськ, Росія.

## Історія
Першу лінію введено в експлуатацію 7 листопада 1936 року.
6 листопада 1956 року введено в експлуатацію лінію до НПЗ.
У листопаді 1978 року введено в експлуатацію міст через річку Іртиш, трамвайну мережу було подовжено до новобудов Лівого берега.
У 1998 році закрито трамвайне депо № 2 по вулиці Нафтозаводській, 32Д.
З 1 серпня 2012 року підвищується плата за проїзд в міському пасажирському транспорті до 12 рублів.
21 липня 2012 року зібраний третій, модернізований вагон 71-605ЕП з встановленим тяговим приводом АРС-ТЕРМ (бортовий номер № 81), 27 грудня 2012 року — четвертий модернізований вагон 71-605ЕП (бортовий номер № 26).
З 1 січня 2012 року підвищена плата за проїзд в міському електротранспорті до 16 рублів.
21 травня 2013 року зібраний 5-й модернізований вагон із застосуванням енергоощадних технологій при експлуатації. Унікальність в тому, що вперше виконаний КВР моделі 71-608К.
1 жовтня 2013 року розпочався демонтаж лінії на вулицях Заозерній та Лукашевича, експлуатація якої принилася ще з 2007 року.
21 листопада 2013 року зібрано 6-й модернізований вагон 71-605 ЕП з встановленим тяговим приводом АРС-ТЕРМ, який обладнаний пантографом.
13 листопада 2014 року вийшов на лінію 9-й трамвай після КВР-модернізації силами працівників депо, який отримав бортовий № 104 і почав працювати на маршруті № 4.
9 жовтня 2015 року вийшов на обкатку на лінію 11-й за рахунком, модернізований силами депо, трамвайний вагон 71-605, обладнаний приводом АРС-ТЕРМ (№ 4).
7 липня 2016 року на вулиці Омська вийшов «Літературний трамвай» (вагон № 34), в якому була можливість дізнатися біографії літераторів, чия творчість пов'язана з Омському, почути цікаві факти про історію і літературного життя міста. Трамвай курсував по маршруту № 4 «Сел. Амурський — вул. Котельникова».
5 серпня 2016 року на маршрут № 4 вийшов перший в Омську вагон «Stadler 62103», який отримав № 12.
8 грудня 2016 року в Омськ були відправлені 5 вживаних вагонів 71-608КМ, які раніше працювали на маршрутах у Москві.

## Маршрути
Назви пунктів відправлення та прибуття вказані російською мовою.
| Перелік трамвайних маршрутів в місті Омськ | Перелік трамвайних маршрутів в місті Омськ | Перелік трамвайних маршрутів в місті Омськ | Перелік трамвайних маршрутів в місті Омськ | Перелік трамвайних маршрутів в місті Омськ                                  |
| №                                          | Пункт відправлення                         | Пункт прибуття                             | Трамвайне депо                             | Примітки                                                                    |
| ------------------------------------------ | ------------------------------------------ | ------------------------------------------ | ------------------------------------------ | --------------------------------------------------------------------------- |
| 1                                          | Пос. Амурский                              | ПО «Полёт»                                 | 1                                          |                                                                             |
| 2                                          | Ул. Котельникова                           | ПО «Полёт»                                 | 1                                          |                                                                             |
| 3                                          | Пос. Амурский                              | ПО «Полёт»                                 | 1                                          | Закритий у 1997 році через демонтаж ліній в центрі.                         |
| 3                                          | ПО «Полёт»                                 | ПО «Полёт»                                 | 1                                          | Кільцевий. Призначався у 2005 році. Закритий через низький пасажиропотік.   |
| 4                                          | Ул. Котельникова                           | Пос. Амурский                              | 1                                          |                                                                             |
| 5                                          | Кинотеатр «Кристалл»                       | Ул. Труда (Котельникова)                   | 1, 2                                       | Закритий у 1997 році через демонтаж ліній в центрі.                         |
| 5                                          | Пос. Амурский                              | Ул. Дергачева                              | 1                                          | Призначався з 2005 по 2007 рік. Закритий через зупинку руху на Лівий берег. |
| 6                                          | Завод СК                                   | Ул. Стрельникова                           | 2                                          | Закритий у 1998 році.                                                       |
| 6                                          | Завод СК                                   | Кинотеатр «Кристалл»                       | 2                                          | Подовжений до вул. Стрельникова у 1997 році.                                |
| 7                                          | Ул. Стрельникова                           | 3-й Разъезд                                | 1, 2                                       | Закритий у 1997 році через демонтаж ліній в центрі.                         |
| 7                                          | Ул. Стрельникова                           | Пос. Амурский                              | 1                                          |                                                                             |
| 8                                          | Ул. Котельникова                           | ПО «Полёт»                                 | 1                                          |                                                                             |
| 8К                                         | ПО «Полёт»                                 | Ул. Маршала Жукова                         | 1                                          | Закритий на початку 2000-х років.                                           |
| 9                                          | Ул. Котельникова                           | 3-й Разъезд                                | 1                                          |                                                                             |
| 10                                         | Ул. Стрельникова                           | Ул. Дергачёва                              | 1                                          | До 1998 року облсдуговувався в депо № 2. Закритий у 2007 році.              |
| 11                                         | 3-й Разъезд                                | Пос. Амурский                              | 1                                          | Закритий у 1996 році.                                                       |
| 12                                         | Ул. Долгирева                              | Пос. Амурский                              | 1                                          | Об'єднаний з маршрутом № 7 у 1997 році, але незабаром був закритий.         |
| 13                                         | Кинотеатр «Кристалл»                       | Ул. Стрельникова                           | 2                                          | Об'єднаний з маршрутом № 6 у 1996 році, але незабаром був закритий.         |
| 14                                         | Пос. Амурский                              | Ул. Труда (Котельникова)                   | 1                                          | Закритий у 1997 році через демонтаж ліній в центрі.                         |
| 15                                         | Кинотеатр «Кристалл»                       | Левобережье                                | 2                                          | Закритий у 1995 році.                                                       |
| 16                                         | Ул. Стрельникова                           | Ул. Маршала Жукова                         | 2                                          | Закритий у 1994 році.                                                       |

## Рухомий склад
| Тип моделі | Кількість на початок 2010-х | Кількість на 1 квітня 2018 |
| ---------- | --------------------------- | -------------------------- |
| KTM-5      | 57                          | 44                         |
| KTM-5A     | 30                          | 24                         |
| KTM-5ЕП    |                             | 12                         |
| KTM-8K     | 1                           |                            |
| KTM-8KM    | 6                           | 11                         |
| KTM-8ЕП    |                             | 1                          |
| KTM-19K    | 2                           | 2                          |
| БКМ 62103  |                             | 1                          |
| Всього:    | 96                          | 95                         |

## Ресурси Інтернету
- Омський трамвай на сайті «Міський електротранспорт» [Архівовано 29 квітня 2018 у Wayback Machine.]
- Портал информирования пассажиров о движении наземного пассажирского транспорта г. Омска [Архівовано 11 березня 2011 у Wayback Machine.]
- Мой маршрут — Омск [Архівовано 17 липня 2011 у Wayback Machine.]
- Сайт общественного движения «Омичи за Трамвай»
- «Городской транспорт Омска» [Архівовано 3 липня 2009 у Wayback Machine.]
- Сайт «Омский трамвай» (сайт не обновляется) [Архівовано 24 січня 2022 у Wayback Machine.]
- Статья, посвящённая 60-летнему юбилею Омского трамвая [Архівовано 7 лютого 2009 у Wayback Machine.]
- Фотографии Омского трамвая на сайте «Открытый Омск»[недоступне посилання з квітня 2019]
- Форум сайта «Городской транспорт Омска» [Архівовано 6 листопада 2011 у Wayback Machine.]
- Схема трамвайных маршрутов существовавших в Омске (по состоянию на 2007—2010 г.)